# ASU-85
L'ASU-85 è un semovente aviotrasportabile sovietico, degli anni sessanta, molto più potente e efficace del vecchio ASU-57. 16 tonnellate di peso, ma cannone da 85 mm e corazza protettiva per tutto il personale.

## Origini
I sovietici hanno una lunga tradizione di mezzi corazzati aviotrasportabili, che sono stati sviluppati fin da prima della Seconda guerra mondiale. Alcuni erano addirittura carri leggeri alati, con ali biplane posticce, destinati ad essere trasportati al traino da parte di altri apparecchi. Alla fine della guerra i carri leggeri cominciarono ad essere eventualmente trasportati in altri modi, con l'avvento di aerei sufficientemente capaci.
Alla fine degli anni cinquanta era in linea il minuscolo ASU-57, armato nondimeno di un potente cannone da 57 mm, ma sprovvisto di protezione, che il peso di 3,35 t non consentiva di avere. Per assicurare tale requisito agli uomini di equipaggio, e per ottenere un cannone che potesse avere almeno alcune possibilità contro i carri armati occidentali, sparando loro frontalmente, apparve l'ASU-85, mezzo che d'altro canto poteva essere trasportato solo grazie all'avvento dell'Antonov An-12, capace, come il similare Lockheed C-130 Hercules statunitense, di 20t di carico.

## Struttura
La struttura del veicolo, grazie alla massa di cui si poteva disporre per realizzarlo, comprendeva uno scafo totalmente chiuso, abbastanza grande ma anche assai basso, piuttosto ben protetto dal fuoco delle armi leggere. Esso aveva la meccanica del carro leggero PT-76, con 6 grandi ruote metalliche a raggiera, ruota di rinvio, ruota motrice posteriore. Il motore era pure lo stesso del carro leggero anfibio, un diesel di discreta potenza. Tuttavia, come nel caso di questo, la velocità e le prestazioni in generale apparivano giusto il minimo indispensabile per i propri compiti. La mobilità su terreno vario era però buona e il mezzo affidabile.
L'equipaggio, pilota, capocarro, cannoniere e caricatore, era alloggiato nella parte anteriore del veicolo, in un vano unico in cui esisteva anche il cannone da 85 mm D70.

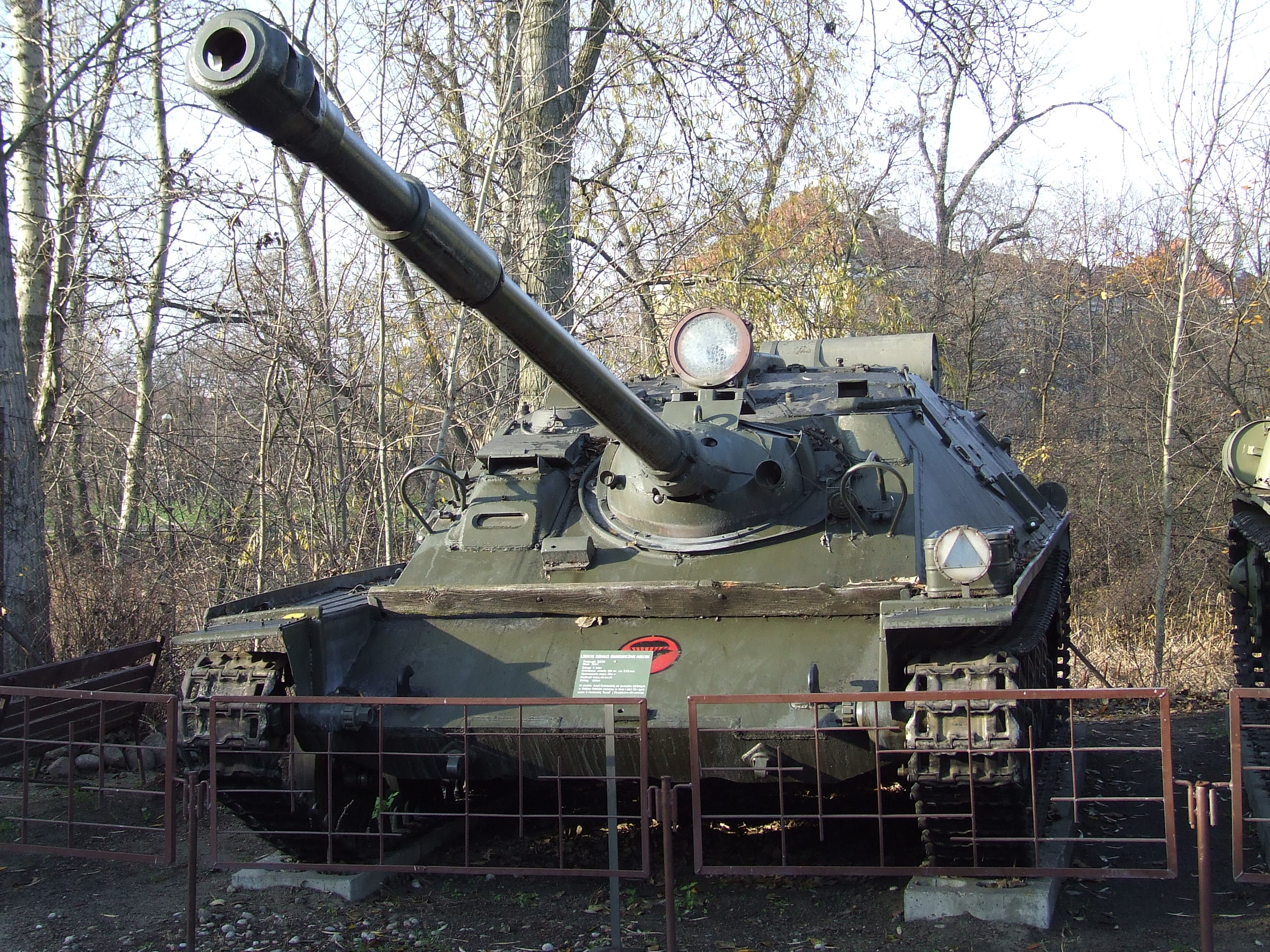
ASU-85 al Muzeum Polskiej Techniki Wojskowej

Era questo un modello assai diverso da quelli della guerra: era munito di evacuatore di fumo, e di freno di bocca a doppia luce per ridurre il rinculo: dopotutto, anche se era sistemato nello scafo anziché in torre, era pur sempre l'armamento di un veicolo pesante la metà del T-34. Inoltre il cannone era molto probabilmente più potente. Le munizioni erano pure di generazione successiva, e in effetti comprendevano tipi sia perforanti AP, che HEAT, come anche granate esplosive HE. Le HEAT,  disponibili durante la guerra per i cannoni da 85 mm, erano potenziate, e con le ultime versioni era possibile perforare almeno 300mm di acciaio, ma pare che almeno alcuni tipi potevano raggiungere i 370, valore congruo rispetto ai 320 del cannone da 90 delle Panhard AML. Con munizioni simili, anche un carro Panzer VI Tiger I non avrebbe avuto scampo, ma oramai esse erano appena sufficienti ad affrontare i carri di nuova generazione, con corazze similmente spesse ma meglio inclinate. In ogni caso il cannone in parola era il meglio sistemabile su un veicolo tanto leggero, e superava ampiamente il pezzo da 76 del carro leggero PT-76, che l'aveva nella piccola torretta brandeggiabile.
Gli apparati di tiro erano assai semplici, con un sistema stadimetrico e un periscopio. Disponibile come standard un apparato di illuminazione IR per il tiro e la visione notturni. Dal 1970, per assicurare la difesa ravvicinata, venne montata anche una mitragliatrice contraerea da 12,7mm sul tetto.
Altri accessori comprendevano un tronco di disincagliamento posteriore, come serbatoi ausiliari. Un portello laterale era pure presente.

## Servizio
L'ASU-85 entrò in linea quantomeno dal 1962, circa 2 anni dopo l'An-12. Esso era trasportabile anche dallo Il-76, spesso in due esemplari.
Questo veicolo ha svolto un ruolo importante nelle 7 divisioni aviotrasportate russe, la più grande forza mondiale di questo tipo, anche se non più di una alla volta era lanciabile dalla flotta di aerei disponibile (per quanto numerosa) per l'aviazione sovietica.
Gli ASU-85, mobili e affidabili, hanno avuto abbastanza successo da avere anche un impiego con alcune unità di fanteria ordinaria, con funzioni di appoggio e controcarro mobile.
Un mezzo migliorato, l'ASU-100, con il cannone da 100mm, non ha avuto seguito, sarebbe stato ben più pesante e potente del mezzo basico e con una certa efficacia contro i carri armati avversari anche frontalmente e a buona distanza di tiro.
Rispetto agli altri mezzi della categoria, l'ASU aveva pregi e difetti. Esso, dal 1970, venne accompagnato dal BMD-1, che era molto più leggero, molto più veloce e armato con armi controcarro più efficaci, almeno in teoria. Di contro l'ASU era armato con un cannone ben più preciso dei lanciamissili e cannoni a bassa pressione del BMD. Era anche meglio corazzato, ma non era anfibio.
L'M551 Sheridan statunitense era della stessa classe di peso, ma non aveva per nulla la stessa configurazione, armato con un cannone lanciamissili a bassa pressione in una torretta mobile. Era di almeno 10 km/h più veloce, ma il cannone era afflitto da problemi di precisione a distanze superiori ai 700m, e i missili non furono mai un successo. Nell'insieme, anche qui la differenza era tra un'arma precisa ma non molto potente, e armi potenti ma nient'affatto precise, e in questo caso nemmeno affidabili.
L'ASU ha svolto la sua onesta carriera per decenni, poi via via è stato ritirato senza un vero sostituto, perché dopo una lunga coesistenza si è deciso che i cingolati BMD, specie nei tipi più recenti, erano gli unici mezzi corazzati aviotrasportabili necessari.